# Jasenovo
Jasenovo é um município da Eslováquia, situado no distrito de Turčianske Teplice, na região de Žilina. Tem 8,34 km² de área e sua população em 2018 foi estimada em 122 habitantes.

## Demografia
| Ano:        | 1994 | 2004   | 2014    | 2024    |
| ----------- | ---- | ------ | ------- | ------- |
| Broj ljudi: | 187  | 169    | 144     | 125     |
| Razlika:    |      | -9,62% | -14,79% | -13,19% |

| Ano:               | 2023 | 2024   |
| ------------------ | ---- | ------ |
| Número de pessoas: | 126  | 125    |
| Diferença:         |      | -0,79% |